# Selección de críquet de Indias Occidentales

Antigua bandera de la selección de críquet de las Indias Occidentales usada hasta 1999 (la actual está protegida por derechos de propiedad)

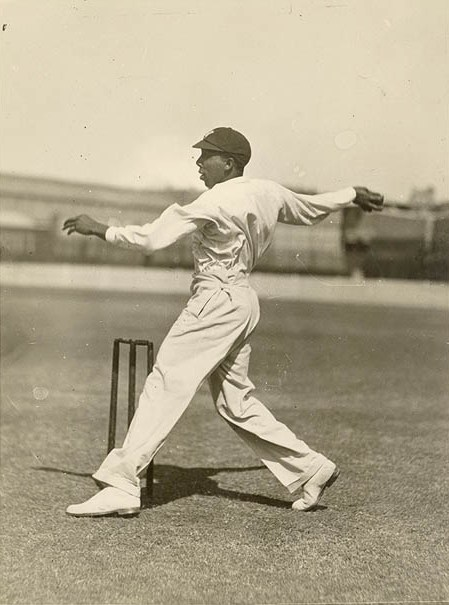
Learie Constantine, jugador de las décadas de 1920 y 1930

El equipo de críquet de Indias Occidentales, conocido también como the West Indies o the Windies, es un equipo multinacional de críquet que representa una confederación de 15 países y dependencias del mar Caribe, principalmente excolonias de las Indias Occidentales Británicas.

## Participantes del equipo
Naciones soberanas
- Antigua y Barbuda
- Barbados
- Dominica
- Granada
- Guyana
- Jamaica
- San Cristóbal y Nieves
- Santa Lucía
- San Vicente y las Granadinas
- Trinidad y Tobago

Dependencias
- Anguila
- Montserrat
- Islas Vírgenes Británicas
- San Martín
- Islas Vírgenes Americanas

## Historia
Desde mediados de la década de 1970 a principios de la de 1990, las Indias Occidentales fue uno de los equipos más fuertes en el mundo en las variantes de Test y One Day International.
Varios jugadores de cricket considerados entre los mejores en el mundo han provenido de Indias Occidentales: Garfield Sobers, Lance Gibbs, Gordon Greenidge, George Headley, Clive Lloyd, Malcolm Marshall, Andy Roberts, Alvin Kallicharran, Rohan Kanhai y Everton Weekes han sido todos inducidos al Salón de la Fama de la ICC, mientras que los plusmarquistas mundiales Brian Lara y Viv Richards fueron ambos jugadores de Test.
Las Indias Occidentales organizaron la Copa Mundial de Críquet de 2007 y la Copa Mundial de Críquet T20 de 2010.

## Torneos

### Copa Mundial
- 1975 Cricket World Cup: Campeones
- 1979 Cricket World Cup: Campeones
- 1983 Cricket World Cup: Finalistas
- 1987 Cricket World Cup: Primera ronda
- 1992 Cricket World Cup: Primera ronda (6o lugar)
- 1996 Cricket World Cup: Semifinales
- 1999 Cricket World Cup: Primera ronda
- 2003 Cricket World Cup: Primera ronda
- 2007 Cricket World Cup: Segunda ronda (6o lugar)
- 2011 Cricket World Cup: Cuartos de final

### Mundial de Twenty20
- 2007 ICC World Twenty20: Primera ronda
- 2009 ICC World Twenty20: Semifinales
- 2010 ICC World Twenty20: Segunda ronda

### Trofeo de Campeones
- 1998 ICC KnockOut Trophy: Finalistas
- 2000 ICC KnockOut Trophy: Primera ronda
- 2002 ICC Champions Trophy: Primera ronda
- 2004 ICC Champions Trophy: Campeones
- 2006 ICC Champions Trophy: Finalista
- 2009 ICC Champions Trophy: Primera ronda

### Campeonato Mundial de Críquet
- 1985: Tercer lugar